# Mulheres na política

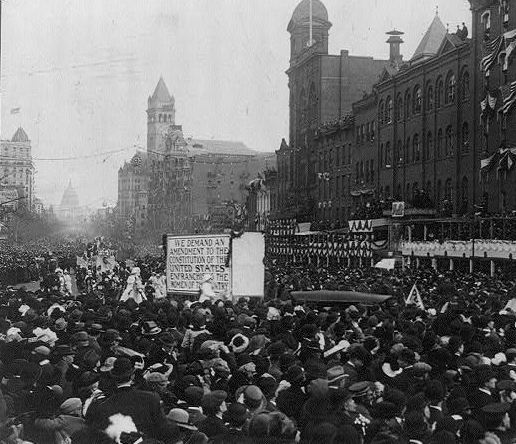
Mulheres se manifestando nos Estados Unidos em prol do sufrágio universal feminino.

Mulheres na política têm sido historicamente sub-representadas nas sociedades ocidentais em comparação com os homens. Muitas mulheres, no entanto, têm sido eleitas politicamente para ser chefes de Estado e de governo. Exemplos de proeminentes líderes de potências mundiais do sexo feminino podem ser Margaret Thatcher, ex-primeira-ministra do Reino Unido, Dilma Rousseff, ex-presidente do Brasil, Indira Gandhi, ex-primeira-ministra da Índia, Golda Meir, ex-primeira-ministra de Israel, Angela Merkel, ex-chanceler da Alemanha, Jiang Qing, ex-primeira-dama da China, Jacinda Ardern, primeira- ministra da Nova Zelândia, Eva Perón, ex-primeira-dama da Argentina, Cristina Kirchner, ex-presidente da Argentina, Eleanor Roosevelt, ex-primeira-dama dos Estados Unidos, Hillary Clinton, ex-secretária de Estado dos Estados Unidos, Michelle Bachelet, ex-presidente do Chile, Kamala Harris, vice-presidente dos Estados Unidos, entre outras.

## Participação por país
Foi na República de Tuva, em 1940, que uma mulher foi pela primeira vez presidente da república de um país na época moderna, a presidente Khertek Anchimaa-Toka, falecida em 2008 aos 96 anos. Já no cargo de Primeira-Ministra a primeira a ocupá-lo foi Sirimavo Bandaranaike (1916-2000) no Sri Lanka de 1960 a 1965 e em mais duas ocasiões de 1970 a 1977 e de 1994 a 2000.

### No Brasil
A primeira mulher Chefe de Estado na História do Brasil, foi D. Maria I, Rainha Reinante do Reino Unido de Portugal, Brasil e Algarves (1815-1822).[carece de fontes?]

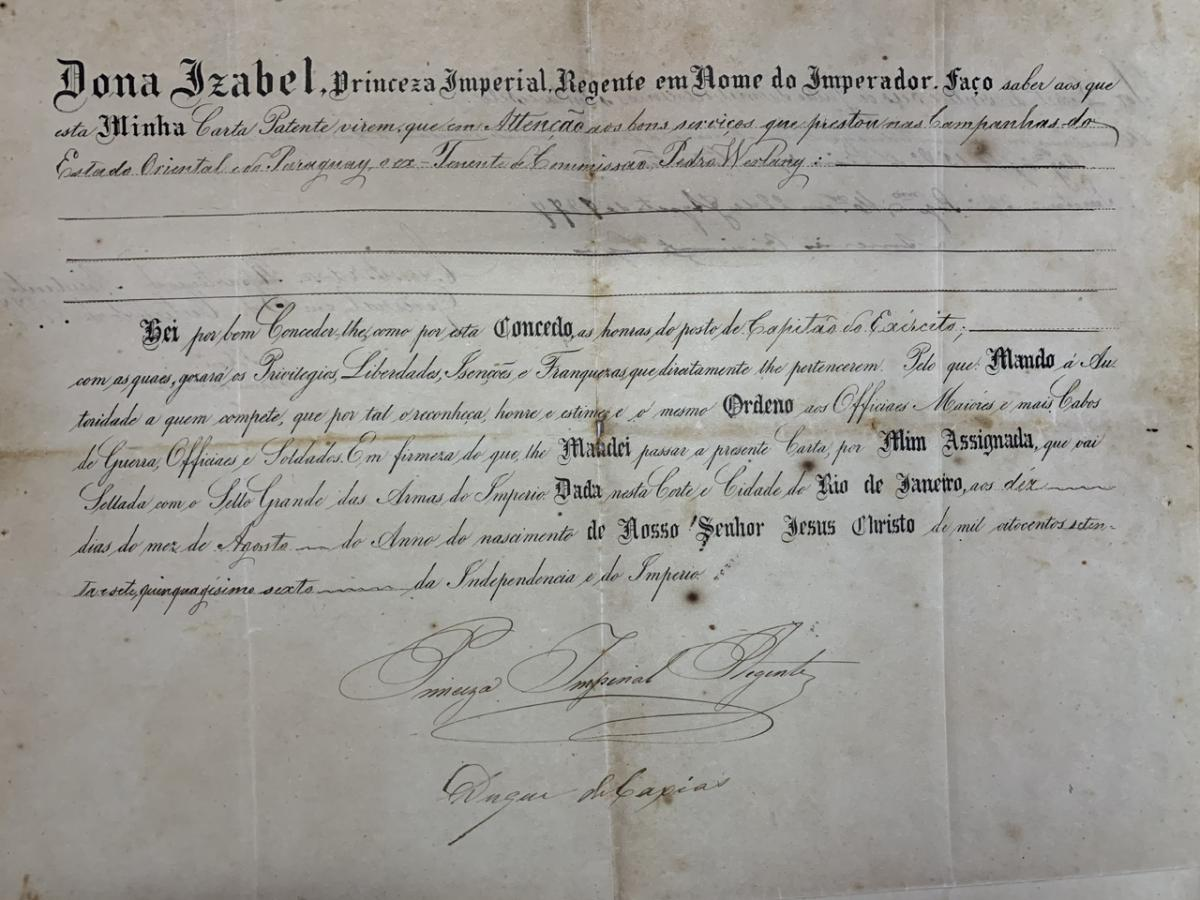
Documento de 1877 assinado pela princesa Isabel quando governou o Brasil pela segunda vez.

A segunda mulher Chefe de Estado na história do Brasil foi D. Leopoldina que atuou como Regente em 1822, grande foi sua influência no processo de Independência do Brasil.[carece de fontes?]
A terceira mulher Chefe de Estado na história do Brasil foi D. Isabel que foi Regente do Brasil em vários períodos (1870-1871, 1876-1877 e 1887-1888) durante o período em que ela regeu o Brasil ela sancionou em 13 de maio de 1888 a Lei Áurea (Lei Imperial n.º 3.353) foi a lei que extinguiu a escravidão no Brasil, considerada um grande marco na História do Brasil, e que a eternizou como a Redentora.[carece de fontes?]
Durante grande parte da História do Brasil República, as mulheres foram excluídas de qualquer participação na política, pois a elas eram negados os principais direitos políticos como, por exemplo, votar e ser votado. Somente em 1932, durante o governo de Getúlio Vargas, as mulheres conquistaram o direito de voto e puderam se candidatar a cargos políticos.[carece de fontes?]

#### Principais participações das mulheres na política brasileira

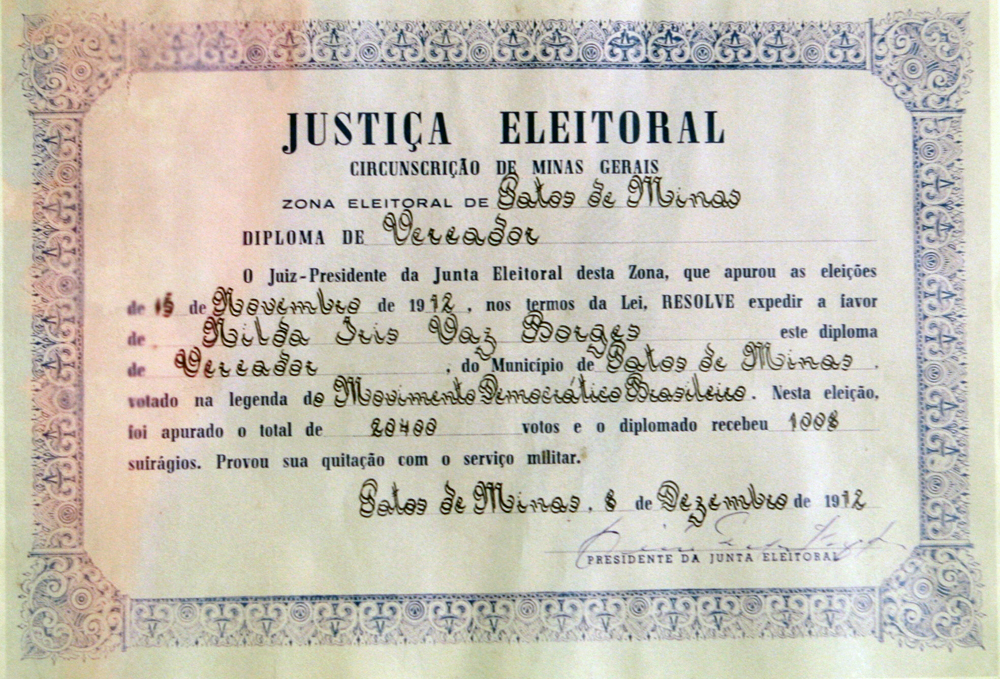
Diploma de Vereadora de Nilda Iris Vaz Borges, expedido pela zona eleitoral de Patos de Minas no ano de 1912

- Em 1929, Alzira Soriano conquistou 60% dos votos e em 1º de janeiro do ano seguinte foi empossada prefeita de Lajes, no Rio Grande do Norte.[2] Foi a primeira mulher da América Latina a assumir o governo de uma cidade.
- A ata geral emitida pela 13.ª junta apuradora do Tribunal Eleitoral de Quixeramobim prova a conquista de[3] Quixeramobim. Aos 12 de outubro de 1958 a 13.ª junta apuradora da Justiça Eleitoral da comarca de Quixeramobim declarava encerrada a apuração dos votos para o cargo majoritário no município sertanejo situado a 206 quilômetros de Fortaleza. O extrato da ata geral anunciava Aldamira Guedes Fernandes vencedora do pleito para o Poder Executivo local. Com maioria absoluta de votos, exatos 59%, comemorava a conquista, sendo empossada aos 25 de março do ano seguinte. No Brasil, pela primeira vez, uma mulher assumia o cargo por meio do voto livre.

Daquela época, a pioneira no cenário político nacional recorda que não existiam comícios, não se distribuíam bonés e nem blusas dos candidatos; não havia carros de som fazendo propagandas pelas ruas, cartazes e nem outdoors. Ela explica que só existiam duas amplificadoras de som na cidade. Uma delas, a da Paróquia de Santo Antônio e a outra, do radialista Fenelon Câmara. "A gente tinha que conquistar o eleitor era na visita, na conversa, mostrando nossas propostas de trabalho. Era comum a gente pedir o voto às comadres e compadres, assegurando por conta disso, uma boa margem de votos", diz ela.

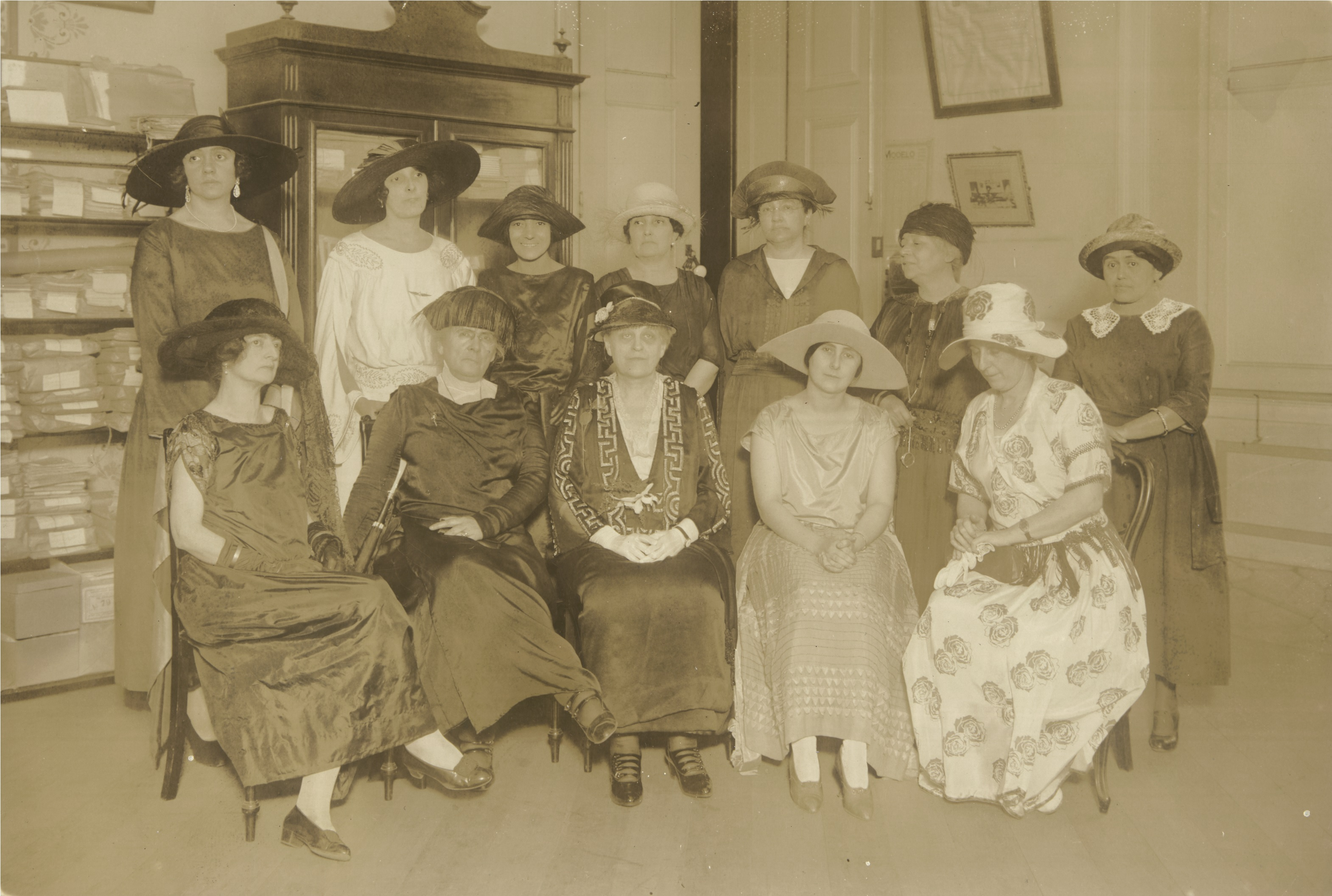
1º Congresso Feminino do Brasil, 1922. Arquivo Nacional

- Em 1933, Carlota Pereira de Queirós tornou-se a primeira deputada federal brasileira por São Paulo.[4]
- Em 1934, Maria Teresa Silveira de Barros Camargo foi a segunda mulher a conseguir ser eleita prefeita de uma cidade em toda história do Brasil, ao assumir a Prefeitura de Limeira, no Estado de São Paulo.
- Em 1935 Maria do Céu Fernandes foi eleita para A Assembleia Legislativa do Rio Grande do Norte e segundo a página oficial da prefeitura de Lages deu ao estado também o título de eleger a primeira mulher deputada estadual do Brasil.[5]
- Em 1936, Spasia Albertina Bechelli Cecchi foi a terceira mulher a se tornar prefeita em toda história do Brasil, tendo sido eleita de forma indireta para a prefeitura do Município paulista de Itanhaém (por sinal, a segunda cidade mais antiga do Brasil).
- Em 1947, Tereza Delta tornou-se prefeita de São Bernardo do Campo.[6]
- Em 1979, Eunice Michiles tornou-se a primeira senadora eleita do Brasil.[4] Entretanto, a primeira senadora de fato foi a D. Isabel que tomou posse do cargo no dia 29 de julho de 1871.[7][8]
- Entre 24 de agosto de 1982 e 15 de março de 1985, o Brasil teve a primeira mulher ministra de Estado, ela foi Esther de Figueiredo Ferraz, ocupando a pasta da Educação e Cultura.[4]
- Em 1986, Iolanda Fleming se tornou a primeira mulher a governar um estado brasileiro.
- Em 1986, Maria Luíza Fontenele tomou posse como a primeira mulher prefeita de uma capital estadual brasileira.
- Em 1989, ocorre a primeira candidatura de uma mulher para a presidência da República. A candidata era Lívia Maria Pio, do PN (Partido Nacional).
- Em 1990, Zélia Cardoso de Mello foi empossada como a primeira e única mulher a ocupar o cargo de ministra da Fazenda.
- Em 1994, Roseana Sarney, filha do ex-presidente, José Sarney, se tornou a primeira mulher a governar um estado da federação, o Maranhão, se reelegendo em 1998.
- Em 2006, Micarla de Sousa foi eleita pelo PV e em empossada em 2007, como prefeita de Natal.
- Em 2006, Heloísa Helena foi a primeira mulher a ir a um debate presidencial televisionado.

- Ainda em 2006, A presidente do STF, ministra Ellen Gracie assumiu a presidência da República interinamente durante algumas viagens do ex-presidente Luiz Inácio Lula da Silva.

Ela é a 4.ª Chefe de Estado da história do Brasil.
- Em 31 de outubro de 2010, Dilma Rousseff (PT) venceu as eleições presidenciais no segundo turno, tornando-se a primeira mulher a ser eleita presidente da República Federativa do Brasil.

Ela é a 5.ª Chefe de Estado da história do Brasil.
- A presidente do STF, ministra Cármen Lúcia assumiu a presidência da República interinamente por diversas vezes durante as viagens do ex-presidente Michel Temer.

Ela foi a 6° mulher a ocupar a chefia de Estado do Brasil.

## Em organizações internacionais
Ainda não houve uma mulher Secretário Geral das Nações Unidas. A tanzaniana Asha-Rose Migiro foi nomeada em 2007 para ocupar o cargo de Vice Secretária-geral das Nações Unidas.